# Hylomys parvus
Hylomys parvus é uma espécie de insetívoro da família Erinaceidae. Endêmica da Indonésia, é encontrada apenas na ilha de Sumatra.